# Francisco Antúnez
Francisco Antúnez (Sevilla, 1 de noviembre de 1922-Sevilla, 16 de agosto de 1994) fue un entrenador y futbolista español que jugaba en la demarcación de defensa.

## Biografía
Francisco Antúnez debutó como futbolista en 1941 a los 19 años de edad con el Real Betis Balompié. Jugó durante cuatro años en el club, llegando a ganar la Segunda División de España en la temporada 1941/1942. Tras jugar 71 partidos y haber marcado un gol, el único de su carrera, fue fichado en 1945 por el Sevilla FC de forma ilegal. Tras ser anulado el fichaje por la Federación Regional Sur, Antúnez volvió al Betis, aunque amenazando al club con retirarse si no le dejaban marchar al Sevilla FC. Finalmente Antúnez fichó por el club, con el que jugó 117 partidos, ganando la primera y única Primera División de España en la temporada 1945/1946. Dos años después ganó además la Copa del Rey de 1948. Posteriormente también jugó para el CD Málaga y para el Xerez CD, donde se retiró como futbolista en 1955 a los 33 años de edad. Seis años después de su retiro, el RC Recreativo de Huelva le fichó como entrenador del equipo para las dos temporadas siguientes. Además también entrenó al Algeciras CF, Granada CF, Real Oviedo, CA Ceuta, RC Recreativo de Huelva y Sevilla Atlético Club antes de volver de nuevo al RC Recreativo de Huelva.
Falleció el 16 de agosto de 1994 en Sevilla a los 71 años de edad.

## Selección nacional
Jugó un total de cuatro partidos con la selección de fútbol de España, formando parte del equipo que jugó la Copa Mundial de Fútbol de 1950.

## Clubes

### Como futbolista
| Club                | País   | Año         | Partidos | Goles |
| ------------------- | ------ | ----------- | -------- | ----- |
| Real Betis Balompié | España | 1941 - 1945 | 71       | 1     |
| Sevilla FC          | España | 1945 - 1952 | 117      | 0     |
| CD Málaga           | España | 1952 - 1954 | 7        | 0     |
| Xerez CD            | España | 1954 - 1955 | 5        | 0     |

### Como entrenador
| Club                    | País   | Año         |
| ----------------------- | ------ | ----------- |
| RC Recreativo de Huelva | España | 1961 - 1963 |
| Algeciras CF            | España | 1963 - 1964 |
| Granada CF              | España | 1964 - 1965 |
| Real Oviedo             | España | 1965 - 1966 |
| CA Ceuta                | España | 1966 - 1967 |
| RC Recreativo de Huelva | España | 1967 - 1968 |
| Sevilla Atlético Club   | España | 1968 - 1970 |
| RC Recreativo de Huelva | España | 1970 - 1971 |

## Palmarés

### Campeonatos nacionales
| Título                     | Club                | País   | Año  |
| -------------------------- | ------------------- | ------ | ---- |
| Segunda División de España | Real Betis Balompié | España | 1942 |
| Primera División de España | Sevilla FC          | España | 1946 |
| Copa del Rey               | Sevilla FC          | España | 1948 |